# Västerås Mekaniska Verkstad
Västerås Mekaniska Verkstad (stavades även Westerås Mekaniska Verkstads AB eller Vesterås mekaniska verkstad) bildades 1874 av den då från Hallstahammar nyinflyttade verkmästaren Oscar Fredrik Wijkman, tillsammans med ingenjör Victor Svalin. Oscar Fredrik Wijkman är den person som kom att bli Västerås starke man. Han blev av gemene man kallad ”Gud Fader”. Verkstaden anlades mellan järnvägen och nuvarande Sigurdsgatan. Det var den första större industrin i Västerås. Den blev en av landets ledande tillverkare av lantbruksmaskiner.

## Svenska jordbruket på 1800-talet
Under 1800-talets mitt arbetade en stor del av Sveriges befolkning i jordbruket. Arbetet utfördes manuellt med hjälp av enkla redskap, till exempel spadar, spett, plogar, liar, räfsor och högafflar. Under senare hälften av 1800-talet startades en import av lantbruksmaskiner från bland annat USA, England och Tyskland. Större jordbruk började använda hästdragna såningsmaskiner, slåttermaskiner och harvar. En svensk produktion av lantbruksmaskiner påbörjades av bland andra Munktells mekaniska verkstad i Eskilstuna, Köpings mekaniska verkstad, C. A. Carlsson & Co i Arboga, C. M. Wibergs Vagn- och Redskapsfabrik, Ransta och Överums bruk flera. Därmed inleddes mekaniseringen av jordbruket. Det här var ett lovande affärsområde för dem som var kunniga i arbetet i mekanisk verkstad. Marknaden stöttades genom lokala lantbruksmöten med möjlighet till demonstration av maskiner. Lantbruksmöten hölls till exempel i Eskilstuna 1878, Örebro 1883 och Västerås 1889.

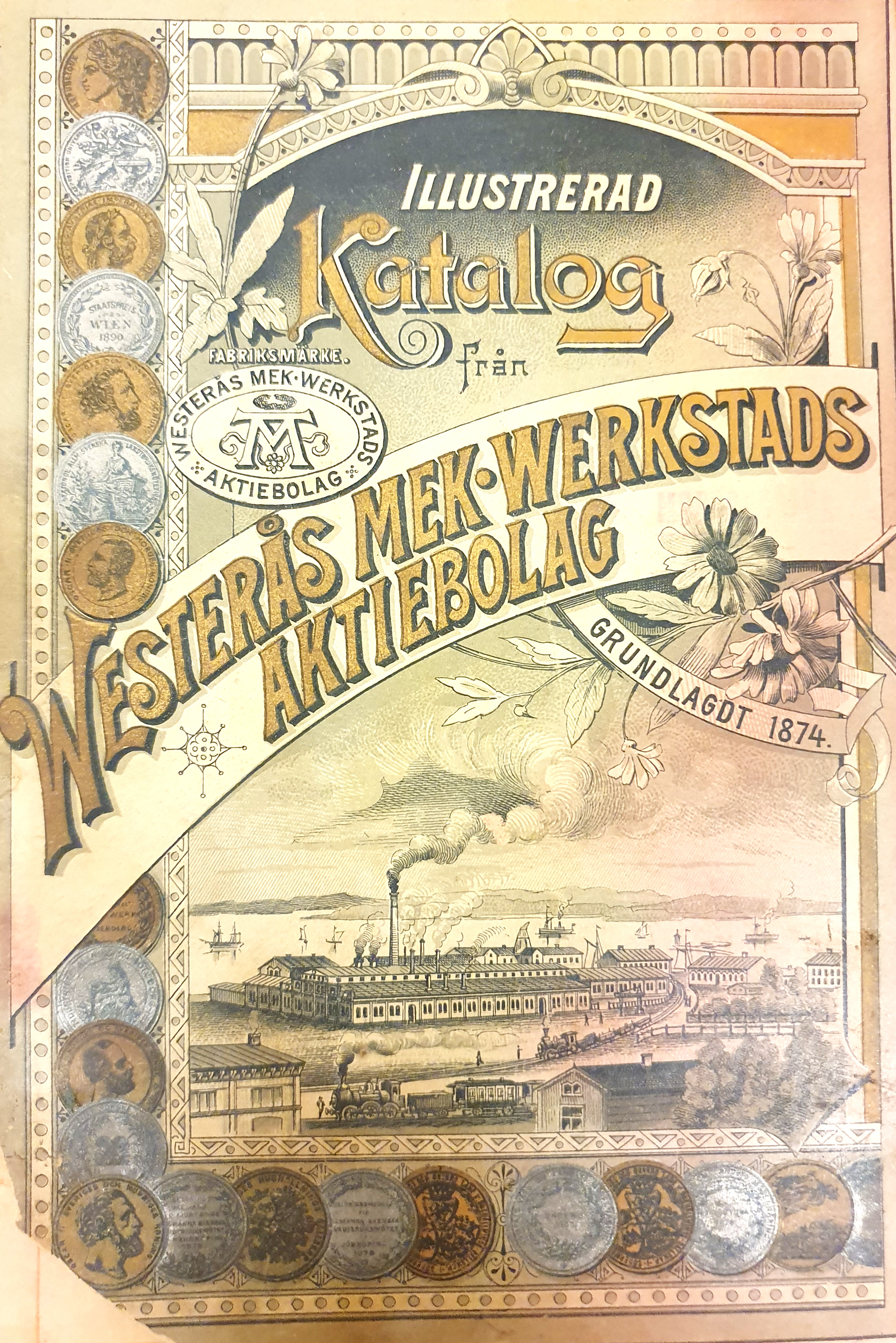
Omslaget till Illustrerad katalog 1874

## Byggnader
Den första verkstadsbyggnaden uppfördes med maskinverkstad, snickarverkstad, smidesverkstad, gjuteri, ångmaskin och kontorslokaler. Redan 1875 före slåttern fanns nytillverkade slåttermaskiner av märke Aros till salu.
Verksamheten utvidgades genom köp av flera näraliggande tomter och flera byggnader uppfördes: separat snickarverkstad, sågverk, målarverkstad och plåtslageri. Man inrättade magasin, skrot- och sliphus och en separat byggnad med två kupolugnar.
Kraft för maskiner kom först från en ångmaskin, sedan från en lokomobil för sågen och i och med elektricitetens införande 1887, ytterligare en ångmaskin. År 1890 hade man en ångmaskin på 60 hkr för remdrift och en ångmaskin på 46 hkr som drev en generator för elektricitet. Elektriciteten användes för belysning, batteriladdning och drivande av fyra elmotorer i snickeri, plåtverkstad, såg, sliphus och hiss. Verkstaden blev den första i Sverige med permanent elöverföring. Det utfördes av företaget Wenström & Granströms Elektriska Kraftbolag, som 1891 kom att bli Asea.

## Produkter

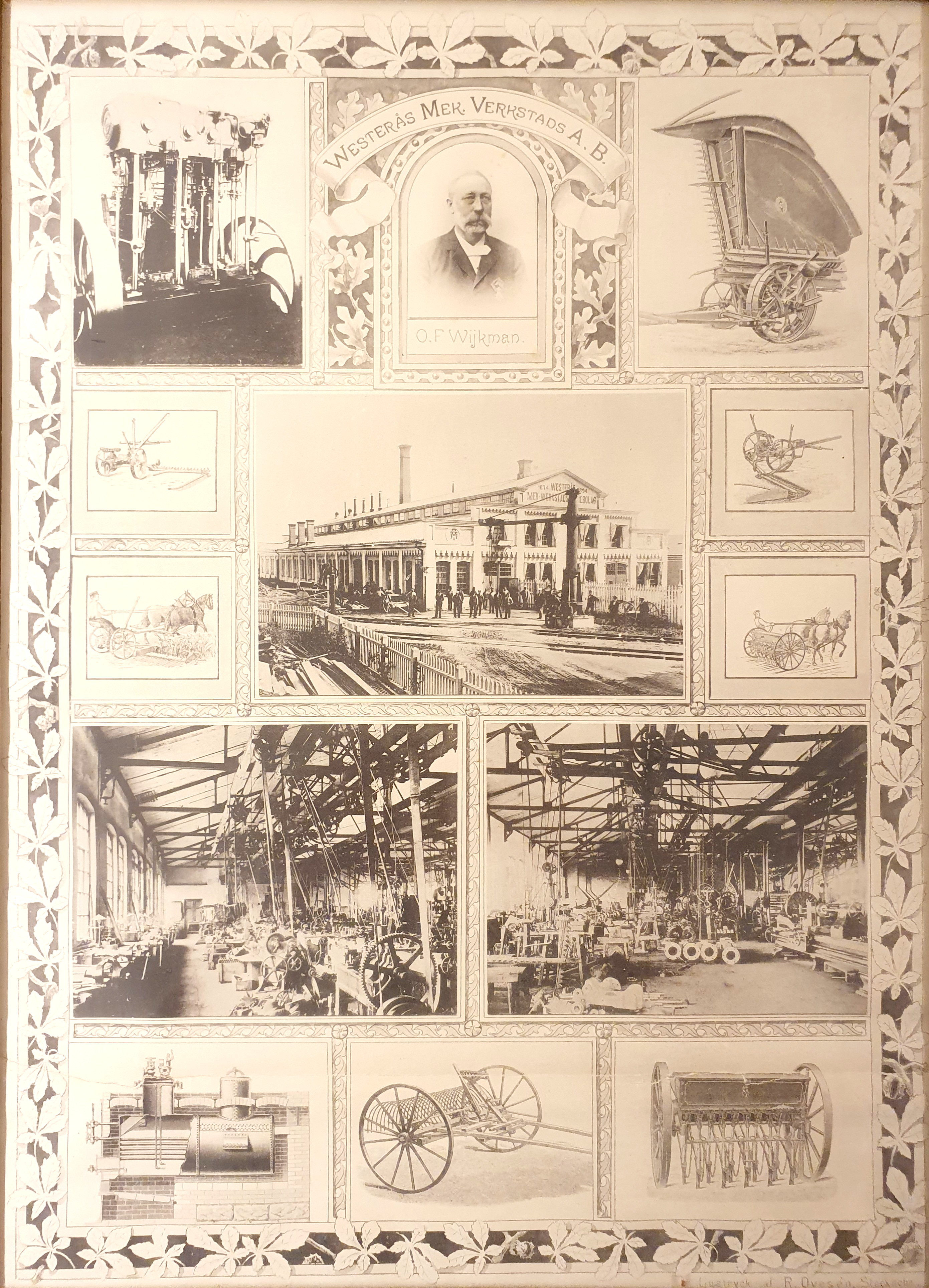
Tavla med produkter 1874.

År 1875 tillverkades såningsmaskiner. Från 1880 tillverkades bland annat hästräfsor (med produktnamnet Tiger) av amerikansk modell. Hästräfsan drogs av en häst och användes för räfsning av hö, säd och liknande föremål. Den hade en spak för att tillfälligt stoppa räfsningen för att skapa strängar med hopräfsat hö. Därmed behövde man inte räfsa hela fältet för hand. 
Huvudtillverkningen vad gäller lantbruksmaskiner var slåttermaskiner, såningsmaskiner, hästräfsor och självavläggare. Därutöver tillverkades liksom vid andra mekaniska verkstäder på den tiden även torvströmaskiner, tröskverksvandringar, pumpar, vedkapar, vedhuggningsmaskiner, takfönster, smörkärnor, höpressar, konstgödselspridare, vältar och cirkulärsågar.
År 1887 var verkstaden entreprenör för Västerås stads vattenledning. År 1888 började man tillverka ångpannor och ångmaskiner. Övriga kunder var torvströfabriker, sågverk. Man fick också andra tillfälliga beställningar.
Företaget var aktivt vid svenska och utländska lantbruksmöten och fick utmärkelser flera gånger från 1876 till 1889.

## Patentstrid

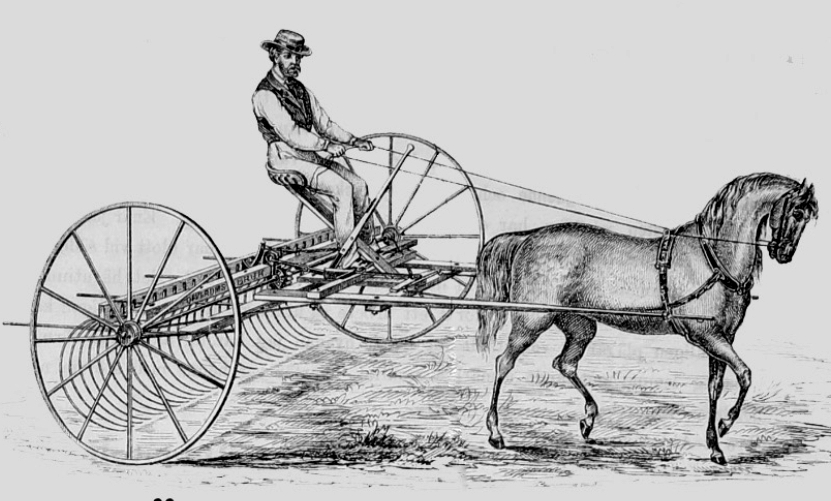
Överums bruks hästräfsa ”Tiger” efter amerikansk modell 1879.

År 1880 började Västerås Mekaniska Verkstad tillverka av en hästräfsa som var en kopia av en hästräfsa som tillverkats av Överums Bruk AB sedan maj 1878. Konstruktionen kom från Amerika, tillverkad av firma Stoddard och var benämnd ”The New England Tiger”. Stoddards svenske representant i Örebro inlämnade en patentansökan på sex år för hästräfsan i Sverige i april 1878. Ansökan avslogs med hänvisning till 4§ patentlagen som kräver att uppfinnaren söker patent, inte tillverkarens representant. En ny ansökan med ett godkänt ombud för uppfinnaren James Edwin Wisner inlämnades i oktober och patentet utfärdades i november 1878. 
Västerås Mekaniska Verkstad stämdes inför Västerås rådstuvurätt (rådhusrätt) för patentintrång i mars 1881. Uppfinnaren krävde ersättning för varje av Västerås Mekaniska Verkstads tillverkad räfsa motsvarade 70% av vad Överums bruk tog betalt för en hästräfsa. Oskar Fredrijk Wijkman, som var lagligt ombud för Västerås Mekaniska Verkstad, bestred stämningen med motivet att konstruktionen var känd och använd i Sverige innan patentansökan inlämnades. I maj 1881 avvisade rätten kraven på skadestånd och Västerås Mekaniska Verkstad blev därmed friad från patentintrång.

## Flytt till Morgongåva
År 1898 köpte Asea Västerås Mekaniska Verkstads lokaler som kom att kallas Sigurdsområdet. Fabrikslokalerna kom att användas för tillverkning av spårvagnar. Lantbruksmaskinstillverkningen flyttades till Morgongåva. Verksamheten kallades Westerås Lantbruksmaskiner, men bytte namn 1908 till Westeråsmaskiner.